# Расмуссен, Микаэль
Микаэль Расмуссен (род. 1 июня 1974, Зеландия, Дания) — датский профессиональный шоссейный велогонщик, обладатель гороховой майки лучшего горного гонщика на Тур Де Франс 2005 и 2006 года, победитель четырёх этапов Большой петли. В 2007 году был снят своей командой Rabobank из-за допинговых обвинений с 17 этапа Тур Де Франс, когда носил жёлтую майку лидера гонки. Контракт с ним был расторгнут, и гонщик получил двухлетнюю дисквалификацию за ложь при информировании WADA о своём местонахождении. В 2013 году признал употребление запрещённых препаратов.
Прозвище датчанина «Kyllingen» — в переводе на русский «Цыплёнок», которое Микаэль получил в то время, когда занимался маунтинбайком — товарищи по команде Расмуссена смотрели детское телешоу «Bamses Billedbog» про медведя и цыплёнка. Механика команды нарекли «Медведем», датского велогонщика — «Цыплёнком» из-за его худого тела и светло-жёлтых волос.

## Профессиональная карьера
Профессиональную спортивную карьеру Микаэль Расмуссен начал в 1995 году как маунтинбайкер. В 1999 году выиграл Чемпионат Мира в этой категории, однако спустя два года он решил перейти в шоссейный велоспорт. В 2001 году он попал на должность стажёра в датскую команду CSC-World Online, руководителем которой был чемпион Тур де Франс 1996 года Бьярне Риис. Сезон 2002 года он проводил уже как полноправный гонщик датской команды. После победы на 4-м этапе Тура Бургоса он подписал контракт с голландской командой Rabobank.
Первый сезон в этой команде ознаменовался седьмым местом в генеральной классификации испанской Вуэльты и победой на первом же горном этапе этой супермногодневки.
В 2004 году Микаэль Расмуссен впервые был заявлен в состав команды на Тур де Франс, где он был активен и даже противостоял Ришару Виранку в споре за майку лучшего горного гонщика. Потерпев неудачу и остановившись в этой классификации на третьем месте, Расмуссен решил сделать свой целью на следующий год завоевание гороховой майки.
Сосредоточив цель сезона на Тур Де Франс 2005, Микаэль не показывал никаких внушительных результатов до июля. Однако с наступлением желанной гонки он проявил лучшие качества горного гонщика — на 7 этапе ушёл в отрыв и впервые победил на этапе французской супермногодневки. При этом Расмуссен пренебрёг внутрикомандной субординацией, которая отводила ему лишь роль грегари Дениса Меньшова. Все горные этапы датчанин держался с лидерами гонки и даже перед последней индивидуальной гонкой с раздельным стартом шёл на третьем месте в генеральной классификации. Однако череда случайных и курьёзных падений не позволила ему занять место на итоговом подиуме в Париже. Но Микаэлю Рассмусену досталась гороховая майка — одеяние лучшего горного гонщика. В этой классификации он обошёл на 30 пунктов испанца Оскара Перейро.
Год спустя на Тур де Франс Рассмусен стал действовать в том же ключе, который принёс ему успех. Хотя лидером команды был Денис Меньшов, датчанин получил свободу действий и старался собрать как можно больше горных очков. Он выиграл 16-й этап и сувенир Андре Дегранжа, который получает покоритель самой высокой точки Большой Петли. На Елисейских Полях Микаэль во второй раз в карьере облачился в гороховую майку.
Тур де Франс 2007 стартовал в Лондоне. Уже на первом горном этапе Рассмусен ушёл в отрыв и, выиграв этап с финишем в Тине, получил жёлтую майку лидера гонки. На хорошем уровне он провёл все ключевые этапы в соперничестве с Альберто Контадором и выиграл последний горный этап Тура с финишем в Коль д’Обиск. До конца супермногодневки оставалась только гонка с раздельным стартом, и запас преимущества датчанина составлял более 3 минут над испанцем, который в то время тоже не был специалистом подобных гонок. Однако 26 июля 2007 года Расмуссен был снят с гонки руководством собственной команды. Причины: показания итальянского комментатора RAI Давиде Кассани, который уверял, что видел датчанина в Доломитах в июне, в то время как тот должен был находиться в Мексике.
Позднее датчанин был дисквалифицирован на два года. После возвращения гонщику не удалось найти хорошую команду в мировом туре. Он выступал за малоизвестные Miche и Christina Watches-Onfone, однако особых лавров не снискал.
31 января 2013 года датчанин признался в употреблении допинга в течение всей своей карьеры профессионального гонщика, и был дисквалифицирован повторно на 8 лет. Позднее срок дисквалификации был сокращён до двух лет.

## Выступления на Гранд Турах
| Гонка        | 2002 | 2003 | 2004 | 2005 | 2006 | 2007 |
| ------------ | ---- | ---- | ---- | ---- | ---- | ---- |
| Джиро        | 45   | -    | -    | Сход | Сход | 48   |
| Тур де Франс | -    | -    | 14   | 7    | 17   | Сход |
| Вуэльта      | -    | 7    | -    | -    | Сход | -    |